# Municipio de Clear Creek (condado de Cooper)
El municipio de Clear Creek (en inglés: Clear Creek Township) es un municipio ubicado en el condado de Cooper en el estado estadounidense de Misuri. En el año 2010 tenía una población de 417 habitantes y una densidad poblacional de 3,2 personas por km².

## Geografía
El municipio de Clear Creek se encuentra ubicado en las coordenadas 38°50′42″N 92°59′6″O / 38.84500, -92.98500. Según la Oficina del Censo de los Estados Unidos, el municipio tiene una superficie total de 130.42 km², de la cual 130,19 km² corresponden a tierra firme y (0,18 %) 0,23 km² es agua.

## Demografía
Según el censo de 2010, había 417 personas residiendo en el municipio de Clear Creek. La densidad de población era de 3,2 hab./km². De los 417 habitantes, el municipio de Clear Creek estaba compuesto por el 98,8 % blancos, el 0,48 % eran afroamericanos, el 0,72 % eran de otras razas. Del total de la población el 1,92 % eran hispanos o latinos de cualquier raza.